# Corrent de Florida
El Corrent de Florida és un corrent oceànic tèrmic que flueix de l'Estret de Florida, supera l'extrem de la Península de Florida i recorre la costa més sud-oriental dels Estats Units abans d'unir-se al Corrent del Golf a prop del Cap Hatteras. Els seus corrents contribuents són el Corrent de Bucle i el Corrent d'Antilles. El corrent va ser descobert per l'explorador espanyol Juan Ponce de León en 1513.
El Corrent de Florida resulta del moviment d'empesa de l'Atlàntic al Mar Carib per la rotació de la Terra (la qual exerceix una força més gran a l'equador). L'aigua s'apila pujant el nivell i la pressió de la columna d'aigua propera al continent. Flueix al llarg d'Amèrica Central cap al nord a través del Canal de Yucatán al Golf de Mèxic. L'aigua és escalfada en el Golf i forçada a sortir a través del l'Estret de Florida, entre els Keys de Florida i Cuba i flueix cap al nord al llarg de la costa de l'est dels EUA. El Corrent de Florida és sovint anomenat de forma imprecisa com el Corrent del Golf. De fet, el Corrent de Florida se suma al Corrent del Golf lluny de la costa oriental de Florida.

## Transport

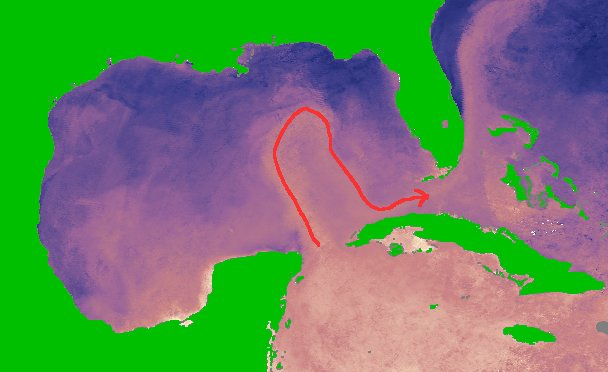
El Corrent de Bucle representat amb una fletxa és l'origen del Corrent de Florida. El color vermellós indica el recorregut cap al nord del C. de Florida.

Aquesta imatge mostra l'estret de Florida, l'àrea on el Corrent de Bucle flueix cap a l'est fora del golf de Mèxic (visible a l'oest de Florida) abans d'unir-se al corrent del Golf i fluir al llarg de les costes orientals dels EUA on de vegades es conserven els girs, tal com es veu a la part dreta de la fotografia.

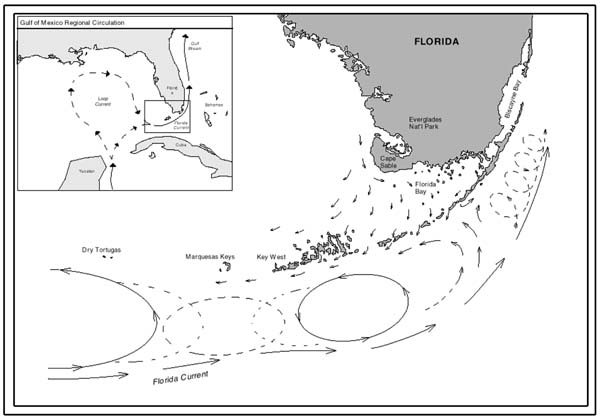
Mapa de l'inici del Corrent de Florida

El Corrent de Florida té un transport estimat calculat en 30 Sv, variant estacionalment i interanualment tant com 10 Sv. El volum de transport s'incrementa mentre flueix més cap al nord, assolint el seu transport màxim de 85 Sv a prop del Cap Hatteras.
L'aigua assoleix una velocitat d'1,8 m/s.

### Variació estacional
El corrent de Florida aconsegueix un transport màxim al juliol i un transport mínim a l'octubre, amb un mínim secundari i mínim que es produeix al gener i abril, respectivament. Les variacions més curtes del transport poden durar entre 2 i 20 dies, depenent dels patrons actuals del vent, i són més curts durant els mesos d'estiu.

## Escala espacial
Igual que el transport, la magnitud espacial del corrent augmenta al llarg del seu curs. A 27° N, té un ample de 80 km; augmenta gradualment des de 120 km a 29° N fins 145 km, en la seva incorporació al Corrent del Golf a 73° W.